# Rapaggio
Rapaggio település Franciaországban, Haute-Corse megyében. Lakosainak száma 31 fő (2022. január 1.). Rapaggio Carcheto-Brustico, Carpineto, Monacia-d’Orezza, Stazzona és Valle-d’Orezza községekkel határos.

## Népesség
A település népessége az elmúlt években az alábbi módon változott:
| Lakosok száma | 40   | 31   | 14   | 17   | 22   | 24   | 25   | 26   | 28   | 31   |
|               | 1968 | 1982 | 1990 | 2006 | 2013 | 2015 | 2017 | 2019 | 2020 | 2022 |